# Spoorlijn Réding - Diemeringen
De Spoorlijn Réding - Diemeringen was een Franse spoorlijn van Réding naar Diemeringen. De lijn was 28,6 km lang en heeft als lijnnummer 167 000.

## Geschiedenis
Het gedeelte tussen Drulingen en Diemeringen werd geopend door de Reichseisenbahnen in Elsaß-Lothringen. Na de Eerste Wereldoorlog en de terugkeer van Elzas-Lotharingen als onderdeel van Frankrijk werd het gedeelte van Schalbach naar Drulingen op 1 juli 1922  geopend door de Chemins de fer d'Alsace et de Lorraine en het gedeelte van Réding naar Schalbach op 3 december 1936. De lijn had voornamelijk een strategische functie als verbinding tussen de Spoorlijn Mommenheim - Sarreguemines en de spoorlijn Réding - Metz-Ville.
Kort na de Tweede Wereldoorlog werd op 3 oktober 1945 het reizigersverkeer opgeheven. Het gedeelte tussen Drulingen en Rexingen werd gesloten op 24 mei 1960 tussen Rexingen en Mackwiller op 13 februari 1964 en tussen Mackwiller en Diemeringen op 1 januari 1990.
Het meest zuidelijke gedeelte tussen Réding en Brouviller-Lixheim werd geëlektrificeerd om als raccordement te dienen tussen de hogesnelheidslijn Parijs - Straatsburg en de klassieke lijn Parijs - Straatsburg.

## Aansluitingen
In de volgende plaatsen is of was er een aansluiting op de volgende spoorlijnen:
Réding
RFN 070 000, spoorlijn tussen Noisy-le-Sec en Strasbourg-Ville
RFN 140 000, spoorlijn tussen Réding en Metz-Ville
Brouviller-Lixheim
RFN 167 320, raccordement van Réding
Drulingen
RFN 157 000, spoorlijn tussen Lutzelbourg en Drulingen
Diemeringen
RFN 161 000, spoorlijn tussen Mommenheim en Sarreguemines
RFN 167 026, raccordement van Diemeringen